# Литвиненко, Александр Ильич
Александр Ильич Литвиненко (23.03.1926 — 2012) — советский хозяйственный и партийный деятель, первый секретарь Кавказского райкома КПСС (1970—1973).
Родился 23 марта 1926 года в Таганроге. Там же в 1941 году поступил в медицинское училище, которое окончил в 1947 году. В 1943—1944 гг. на фронте, 351 отдельный саперный батальон, 417-я стрелковая дивизия. Комиссован после тяжелого ранения. В 1947—1949 гг. работал фельдшером.
В 1954 году окончил ветеринарный факультет Новочеркасского зооветеринарного института. Работал в Ростовской области. В 1955 году с женой и тремя детьми приехал на Кубань и до 1964 года работал ветврачом в совхозах.
С 1964 по 1970 год директор Гулькевичского племсовхоза. В 1970—1973 гг. первый секретарь Кавказского райкома КПСС.
В 1973—1989 гг. директор госплемзавода «Гулькевичский». За этот период простроены животноводческие помещения, электроцех, автогараж на 100 автомашин, механические мастерские, асфальтированный зерноток, зернохранилище, комплекс по производству кормов, стройцех, кирпичный завод, нефтебаза, молокозавод, пекарня, маслоцех, детский сад, школа, газопровод высокого давления, все дороги заасфальтированы.
По состоянию на 2004 год — зам. генерального директора ЗАО "Племзавод «Гулькевичский».
Награждён орденом Ленина, двумя орденами Трудового Красного Знамени, орденом Славы III степени (07.05.1970), орденом Отечественной войны I степени (06.04.1985), пятью медалями, в том числе «За отвагу» (16.08.1943).
Решением Совета муниципального образования Гулькевичский район от 30 августа 2004 года присвоено звание «Почетный гражданин Гулькевичского района».
Сочинения:
- Звено на поле, звено на ферме: [Опыт организации и оплаты труда на плем. з-де «Гулькевичский» Кавк. р-на] / А. И. Литвиненко, Г. Л. Лобанов, агр. — Краснодар : Кн. изд-во, 1975. — 64 с. : ил.; 20 см.